# Euroborg
Das Euroborg ist ein Fußballstadion in der niederländischen Stadt Groningen in der gleichnamigen Provinz im Nordosten des Landes. Das Stadion ist auch unter den Spitznamen De Groene Hel (deutsch Die grüne Hölle) und De Groene Kathedraal (deutsch Die grüne Kathedrale) bekannt.

## Geschichte
Die Anlage ist seit dem 1. Januar 2006 die neue Heimspielstätte des Fußballvereins FC Groningen, der bis dahin im Stadion Oosterpark spielte. Im Frühjahr 2002 wurde mit dem Bau des Stadionkomplexes Euroborg begonnen. Das Stadion hat eine Kapazität von 22.550 Sitzplätzen. Das Stadion liegt im Europark, einem vollkommen neugeschaffenen Stadtteil am Ende des Oude (alten) Winschoterdiep im Osten von Groningen. Die Kosten beliefen sich auf 45,5 Mio. Euro (Gesamtkomplex: 160 Mio. Euro). Die Pläne stammten vom Architekturbüro Wiel Arets in Maastricht.
Im Juni 2016 wurde bekannt, dass der FC Groningen sich mit dem in Groningen ansässigen Unternehmen Noordlease B.V. auf einen Sponsoringvertrag über sechs Jahre geeinigt hat. Ab dem 1. Juli 2016 trug das Euroborg den Sponsorennamen Noordlease Stadion.
Im Juli 2018 erhielt die Spielstätte einen neuen Namen, nachdem die Noordlease B.V. 2017 von der Hitachi Capital Mobility übernommen wurde. Der bestehende Vertrag bis 2022 bleibt mit den gleichen Bedingungen bestehen. 2021 fusionierte Hitachi Capital Mobility und wird als MHC Mobility weitergeführt. Daraufhin erhielt das Stadion seinen alten Namen Euroborg zurück, bis ein neuer Sponsor gefunden ist.

## Weitere Daten
Der gesamte Euroborg-Komplex besteht aus:
- Fußballstadion mit 22.550 überdachten Sitzplätzen
- 6000 m² Büroräumen
- 180 Appartements
- 5000 m² Supermarkt
- 1500 m² gastronomisch genutzte Räume
- 2000 m² Casino
- 1950 Sitzplätzen in 10 Kinosäalen
- 8500 m² Noorderpoort-College mit ca. 1300 Schülern
- Parkgarage mit 1000 Stellplätzen

## Galerie

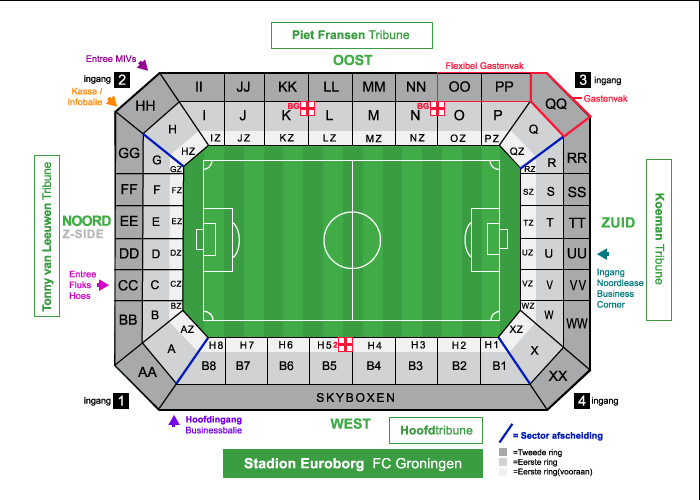
Tribünenplan
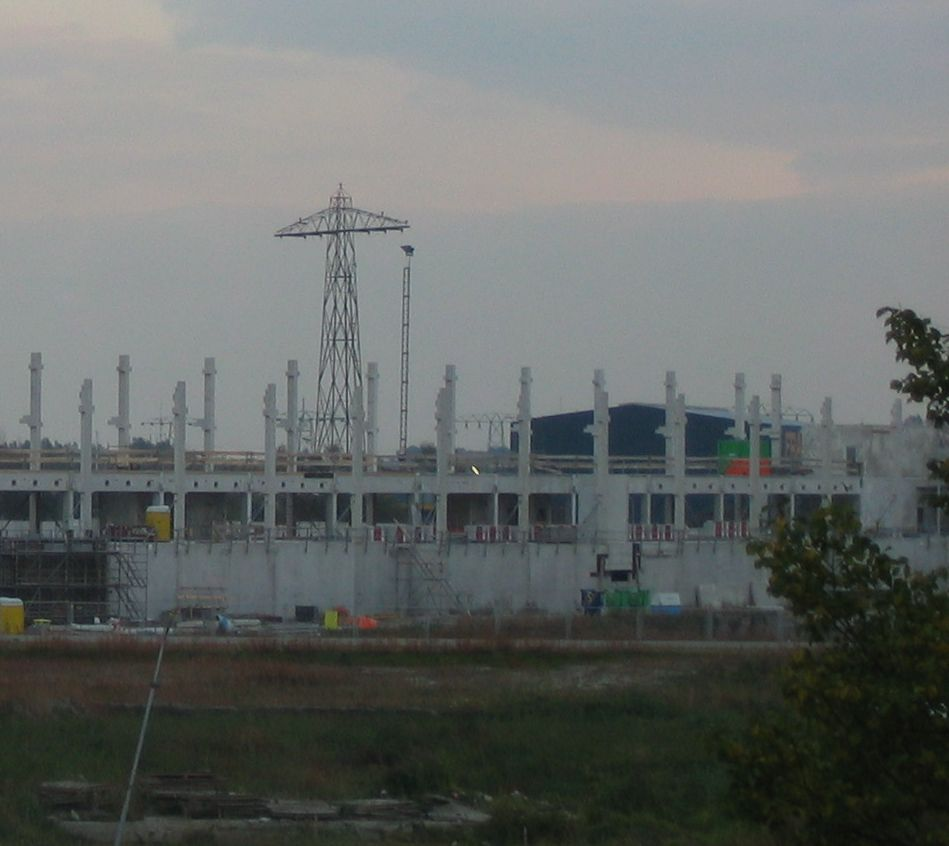
Die Stadionbaustelle (Oktober 2004)
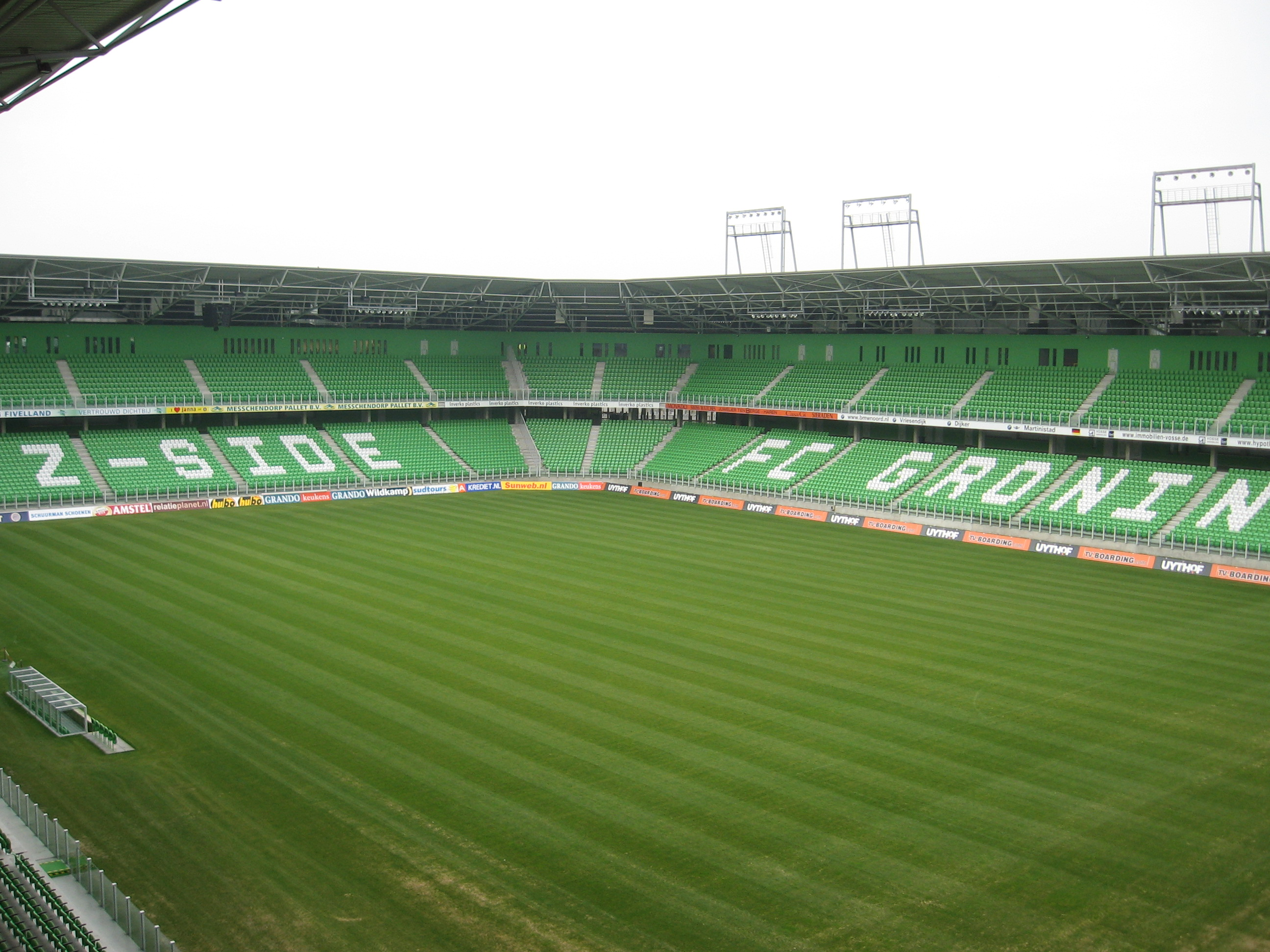
Das leere Euroborg (Oktober 2006)
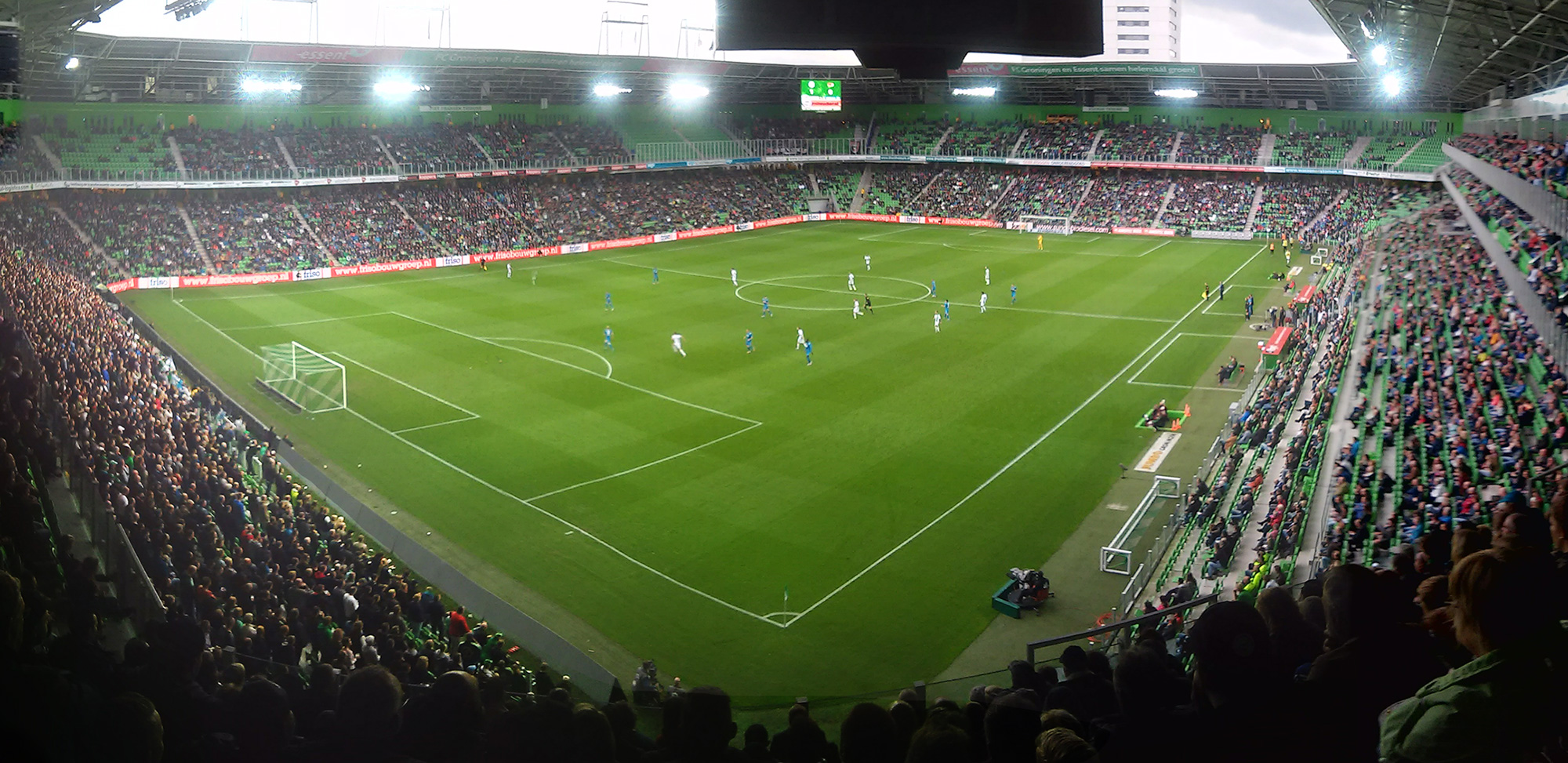
Der Innenraum (September 2015)
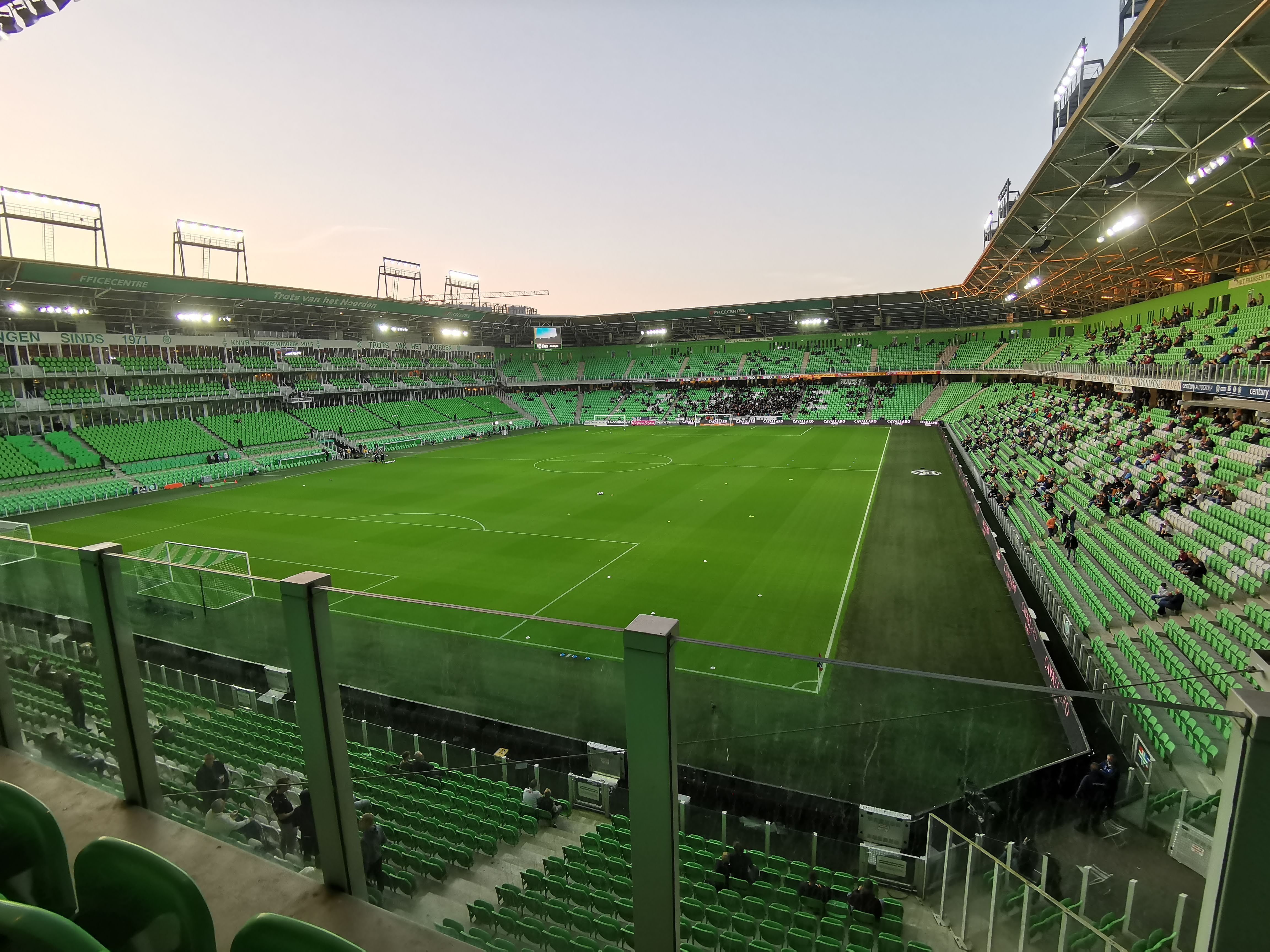
Der Innenraum im September 2021
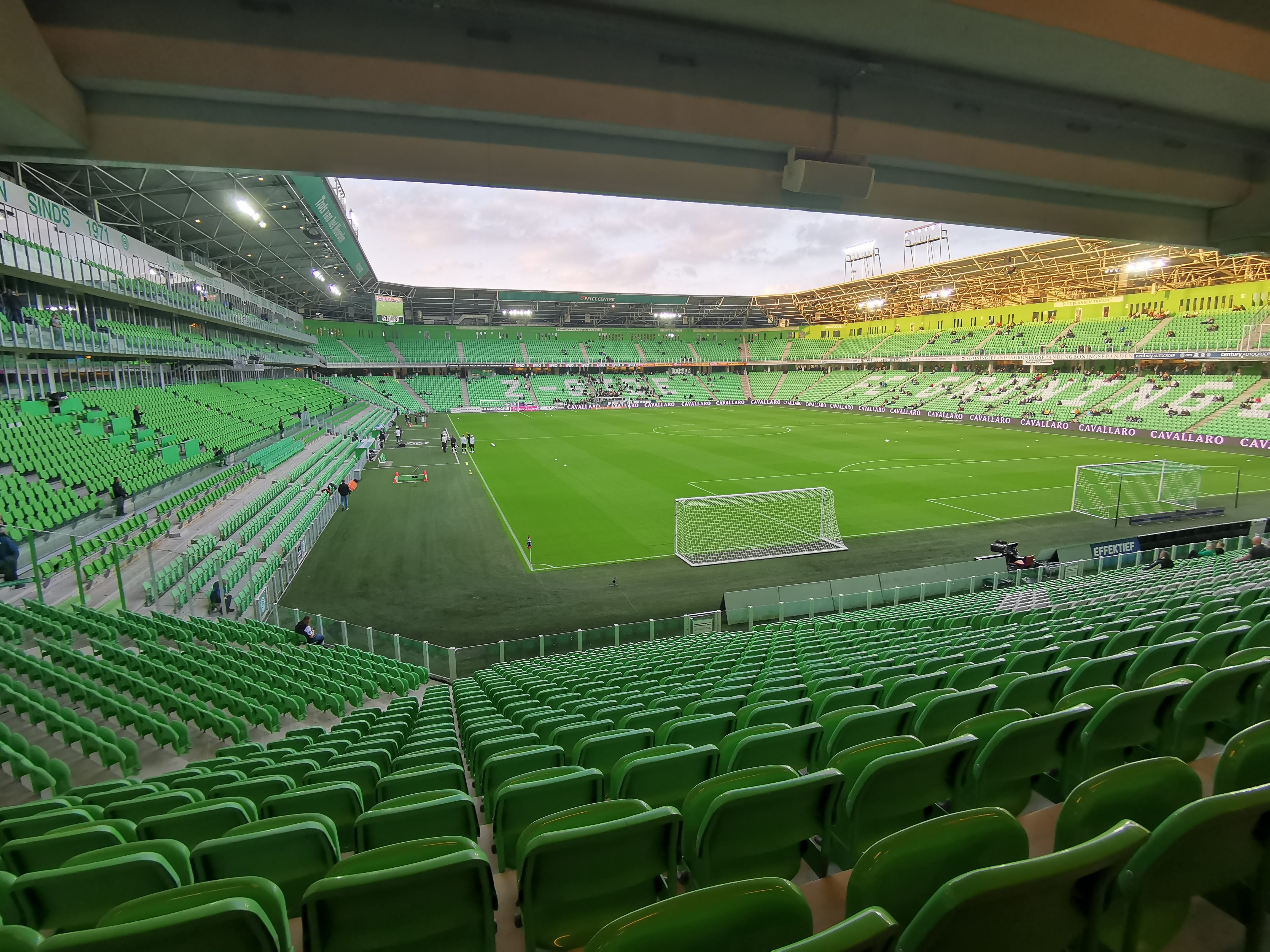
Innenraum (September 2021)